# Ацтейлен (Вісконсин)
Ацтейлен (англ. Aztalan) — місто (англ. town) в США, в окрузі Джефферсон штату Вісконсин. Населення — 1382 особи (2020).

## Демографія
Згідно з переписом 2010 року, у місті мешкало 1457 осіб у 546 домогосподарствах у складі 421 родини. Було 564 помешкання
Расовий склад населення:
| - 96,0 % — білих - 0,3 % — корінних американців - 0,3 % — чорних або афроамериканців - 0,3 % — азіатів - 1,3 % — осіб інших рас |

До двох чи більше рас належало 1,9 %. Частка іспаномовних становила 3,1 % від усіх жителів.
За віковим діапазоном населення розподілялося таким чином: 23,9 % — особи молодші 18 років, 61,9 % — особи у віці 18—64 років, 14,2 % — особи у віці 65 років та старші. Медіана віку мешканця становила 44,1 року. На 100 осіб жіночої статі у місті припадало 97,2 чоловіків;  на 100 жінок у віці від 18 років та старших — 97,7 чоловіків також старших 18 років.
Середній дохід на одне домашнє господарство  становив 84 317 доларів США (медіана — 85 208), а середній дохід на одну сім'ю — 92 741 долар (медіана — 91 429). Медіана доходів становила 48 125 доларів для чоловіків та 41 800 доларів для жінок. За межею бідності перебувало 1,0 % осіб, у тому числі 0,0 % дітей у віці до 18 років та 0,0 % осіб у віці 65 років та старших.
Цивільне працевлаштоване населення становило 807 осіб. Основні галузі зайнятості: освіта, охорона здоров'я та соціальна допомога — 21,3 %, виробництво — 17,6 %, роздрібна торгівля — 13,9 %, будівництво — 11,5 %.